# 過剰外国化
過剰外国化（かじょうがいこくか、独: Überfremdung）とは、異質で有害だと見なされたものが、社会、文化、民族、言語へと過剰に影響しているように見える状態を表す政治的スローガン。ドイツ語圏の言葉であり、しばしばドイツの極右勢力が、外国人やマイノリティ、異質な人間、変わった人間を敵視するときに使用している。
この言葉は経済用語としても使われており、企業の経営陣への影響力を持つために株を買い占めることを指す。

## 概要
この言葉は、日常用語であり、様々な事象に使われるが、しかし正確な定義はない。バズワードであり、「異質で」、「過剰で」、「脅威」のある外部の影響を表し、それを蔑視することを表す。
ドイツ語の国語辞書『ドゥーデン』での意味は変化している。この言葉は、1929年に初めて載り、そのときは「外国から多額の資金を受け入れること」となっていた。1934年には、「異人種の侵入」、1941年には「異民族の侵入」という意味が加わるようになった。1951年・1952年版のドゥーデンは、経済的な意味だけを掲載した。1961年から「異質な人間」という言葉が用いられたが、1983年から再び「異人種の侵入」や「異民族の侵入」を表すようになった。1986年からは経済的な意味は載らないようになった。1991年からは、「異質な影響が混ざること、異質なものの影響で支配されること」と説明されている。人種や言語、外国、政治などの分野で使われており、「ある国が過剰外国化している」というような言い回しがある。
この言葉を専門用語として使うのは経済学だけである。また言語保存者の多くは、英国びいきの人に対して批判するときに使っている。とりわけ極右は、宗教的・民族的・人種的・文化的マイノリティが「自国民」に対して危険な存在であるとして敵意を煽るために使っている。政治的な排除のためにこの言葉を使うようになったのは、19世紀ドイツで民族性というイデオロギーと民族主義運動が発生したころからである。しかし、ポピュリストや民主主義者もまた、外交政策や移民、統合、難民保護法の問題について議論する際に、ときどき使うことがある。
ドイツ語学会は、「過剰外国化」という言葉を1993年にドイツ粗悪語大賞に選出した。選出理由は以下のとおりである。
| 「 | 「過剰外国化」というこの言葉は、一見すると悪意がないように見えるが、依然として、人種差別的な意味で用いられているのは確実だ。……「過剰外国化」は、外国人嫌悪を「論理的に」証明するために飲み会でよく使われる言葉になっている。 | 」 |

言語学、文学、政治学、社会科学においても、この言葉が国家社会主義の言い回しで使われており、依然として続いている外国人や異質な人間に対するネガティブな空気を示唆していると批判されている。
英語にも同様の表現がある。たとえば「外国浸透、異国浸透（英: foreign infiltration, foreign penetration）」などであるが、「外国人、異邦人（英: Foreigner）」と「知らない人（英: Stranger）」とは区別されている。フランス語でも「外国人過剰増加（仏: 'surpopulation étrangère）」や「文化喪失（仏: déculturation）」、「外国人侵入（仏: envahissement par des étrangers）」などがある。スペイン語には「外国化（西: extranjerización）」、イタリア語には「外国浸透（伊: infiltrazione straniera）」という言葉がある。これらは、その都度の歴史的背景と副次的意味を持っている。

## 経済の過剰外国化
株購入者は、すでに阻止票によって企業への影響力を行使することができる。あるアンケート調査によると、株式会社の株主の多くが、株の買い占めとそれによって生じる影響力の喪失を恐れている。対抗措置として、企業は商法252条1項4番により、株に複数議決権を与えることができる。この法律は、ハイパーインフレ時代に国内外の出資者によって導入された。企業は記名株式も発行することができ、株主議決権を制限することができる。取締役会が、予防的に自分の会社の株を取得してよいかどうかについては異論の余地があり、過剰外国化で会社に重大な損害が差し迫っている場合にのみ取得すべきである、という見方が有力である。このことは株式法第71条では明確に規定されているわけではない。
ルフトハンザは、外国人株主の割合が40%以上に高まったため、2006年3月に自社株取得の権利を取得した。ヨーロッパ航空法は、ヨーロッパ外部の着陸に関する法律で、その会社の資本金の50%まで外国人の出資を認めている。
そのような保護措置は、国民経済にとっては重要である。1970年代半ばに産油国が大口のドイツ株を買ったとき、「過剰外国化に対してドイツ経済を保護」する可能性について議論された。
グローバル化に反対している人は、外国からの投資を拒否する理由をしばしばナショナリズムで根拠づける。例えばラテンアメリカではアメリカの投資家への対抗措置を設けている。ドイツ人には、これをアルゼンチンのような国との貿易強化につながるチャンスと見ている。タイ王国では、破産した銀行さえ、外国からの資本流入に抵抗することがある。
ドイツ語圏の極右は、経済的に過剰外国化することに対する不安を表明している。ドイツ国家民主党の主張によると、アメリカ人投資家が「ドイツ国内経済の資本を過剰外国化」することで、「ヨーロッパの基幹産業を完全に支配」しようとしている。

## 言語の過剰外国化
単一な言語は、単一な国民（独: Nation）を形成するのに重要だと、18世紀以降のヨーロッパで考えられるようになった。その際に、国民的アイデンティティは、他言語と、それを話す人、その文化的特徴との違いをはっきり線引くことで形成された。その線引きのために、言語の「過剰外国化」に対する批判が起こった。言語批判的な意味での「過剰外国化」と、政治的な意味での「過剰外国化」は、同じ時代に起こり、内容的にはほとんど不可分なものになった。

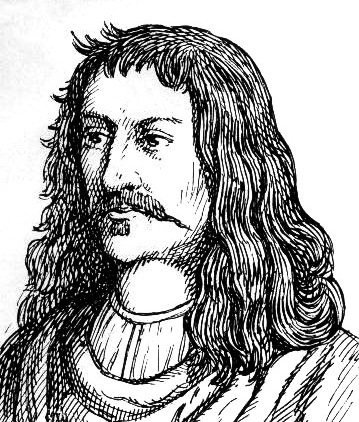
ハンス・ヤーコプ・クリストッフェル・フォン・グリンメルスハウゼン

当時、ドイツ諸侯の宮廷が、イタリアやフランスの宮廷語を真似ることは珍しくなく、帝国秩序の維持に貢献しようとしていたハンス・ヤーコプ・クリストッフェル・フォン・グリンメルスハウゼン (1621–1676)は、「言語の混合（独: Sprachmengerei）」を批判していた。
ヨアヒム・ハインリヒ・カンペは、1801年から1807年に「外国語表現を押しつけられた我々の言葉をドイツ語化し説明するための辞書」を全6巻で出版した。そのなかで彼は当時好まれていた外国単語をドイツ語に代えて使うよう提案した。1815年に設立された「ドイツ語ベルリン学会」は、「ドイツ語の研究と純化」を行い、フランス語風の言い回しに対抗した。フリードリヒ・ルートヴィヒ・ヤーンのように、この試みは、フランス人嫌いとセットになっていた。
グスタフ・ヴーストマンは1891年に『さまざまな言葉の乱れ―いかがわしい、誤った、下品なドイツ語の文法』を出版したが、その内容は陰謀論的な反ユダヤ主義と結びついていた。
| 「 | このような荒廃を生みだす根源と温床は、新聞であり、より正確に言えば、日刊紙である。1848年に言論が自由化されてからというもの、このような荒廃が過剰に引き起こされている。……とくにユダヤ人にはこの件に関して罪がある。今日の我々の言葉の乱れの大部分は、ベルリンやウィーンの日刊紙を作っているユダヤ系ドイツ人のせいである。その根拠は、ユダヤ人は、ドイツ語をいまだに母語として話していないからだ。彼らがドイツ語を完全にマスターしていないのはそのためだ。語感だけで見ると、ユダヤ人が器用にドイツ語文法の基本に順応しているように見えるが、いつまでも異質な人間であることに変わりはない。 | 」 |

このような常套句は、ナチス・ドイツの時代に、民族浄化を正当化するための人種差別的なプロパガンダとして使われた。
今日のドイツ語圏では、特にドイツ語の英語化が批判されている。例えば2001年に文学評論家のマルツェル・ライヒ＝ラニツキは次のように嘆いている。
| 「 | ドイツ語のなかに英語を取り込むことでいま起こっているのは、非常に馬鹿げた、忌まわしいことである。ドイツ語にはもっとよい表現がたくさんあるのだから、そんなことには全く何の意味もない。慣れない異化には断固と抵抗するべきである。 | 」 |

同様にゲーテ・インスティトゥートの所長ユッタ・リンバッハ、言語学者のウルリヒ・クノープ、ヘニング・カウフマン財団の議長は、正しいドイツ語を保護するよう主張している。
| 「 | 私たちは、私たちの歴史に対する責任をできるだけ回避するために、ドイツ語にたくさんの英語を取り込んでいます。私たちが異質になればなるほど、ますます第三帝国とその犯罪に責任をもつドイツ人ではなくなっていくでしょう。 | 」 |

言語の問題は、しばしばドイツのアイデンティティや主要文化の議論で再び大きくなっている。文法が簡略化されてたり、外国語の発音が使われたり、ドイツ語に外国単語が無理に入れられたりすることで、言語変種が拡大しており、そのことに対する批判がますます大きくなっている。ドイツでは、南方から来た外国人（イタリア人、ギリシャ人、スペイン人、のちにアラブ人、ペルシア人、トルコ人）を「カナカ族」と呼んで軽蔑することがあるが、多くのトルコ系ドイツ人は、自分たちのドイツ語をカナク語と呼んで、わざと自虐的に使っている。多くのドイツの政治家は、それに対して言語保護法の制定を要求しているが、多数を得てはない。同様の法律は、フランスやポーランド、ラトビアなどで導入されている。

## 政治での過剰外国化

### ドイツ

#### ドイツ帝国時代
ドイツ帝国建国以前、すでにエルンスト・アルントのようなドイツ愛国主義者は、東ヨーロッパからの移民を非難し、外国人とその文化、特にユダヤ人とユダヤ文化の「氾濫」が起きないよう警告した。ドイツ帝国が成立した1871年からは、そのような議論は、しばしば疑似科学的な人種差別の思考回路に依拠するようになった。このような思考回路が拒絶される場合でも、社会進化論的な意味で自分たちは他の「民族性」を持った人に対して優っており、マイノリティには適応を矯正するべきだと考えられていた。
そのような考えが市民や学者のあいだに広まっていたことの明確な証拠は、ベルリン反ユダヤ主義論争である。ハインリヒ・フォン・トライチュケは『我々の望み』という論文で、ポーランドの「ユダヤ族（Judenstamm）」の「異質な民族性」について論じ、彼らは他のマイノリティよりも目立って「ヨーロッパ的、すなわちゲルマン的性格に対して変な態度を取っている」と論じた。ドイツに帰化したユダヤ人についても、「ドイツ語を話す東洋人」だとした。ユダヤ人たちは、新聞に対して主導権を握っているのを悪用し、キリスト教と愛国主義を誹謗中傷している。「無秩序を作りだしたいという厚かましい欲求」、「現代の下劣な唯物主義」に対して「ユダヤ民族」には、「重大な罪」がある。「金貸しで隣人を絞りつくすユダヤ人」は、「ドイツの数千の村」に住み着いている。当時の反ユダヤ主義運動は、「異質な連中に対してゲルマン人の民族感情が起こす自然な反応」である。ドイツ人の国民感情は充分に発達していないので、「それゆえ我々は長いあいだ、異質な性格の人に対する無防備であった」。ユダヤ教は、キリスト教と同等の宗教であるとは扱われず、ユダヤ人が神に選ばれたということに固執しているのは、「民族的傲慢」であった。ドイツ民族に適応することだけが、追放を免れる唯一の方法である。ユダヤ人がバビロン捕囚から解放されたことをトライチケは疑問視し、その当時まで支配的であった反ユダヤ主義を市民階級のあいだに堂々とさらけ出した。
1879年、特に1893年から政党や協会などのいくつかが、反ユダヤ主義的に過剰外国化をプロパガンダするようになった。第一次世界大戦の初めごろは、これらの政党や団体の勢力は愛国主義の高まりで影が薄れていたが、帝国政府は、約35,000人の東ヨーロッパ系ユダヤ人を兵器工場で働かさせるために強制労働につかせた。それ以降、反ユダヤ主義グループは、長いあいだドイツ社会に順応していたユダヤ人に打撃を与えようと、ますます「ユダヤ人による過剰外国化」を扇動するようになった。

#### ヴァイマル共和制
この反ユダヤ主義的傾向は、ヴァイマル共和政でもさらに進み、過激化していった。教会史研究者のヴォルフガング・ゲルラッハ（Wolfgang Gerlach）は、いかにドイツ国家人民党のような保守政党やメディアが、1918年以降、すでに順応した国内のユダヤ人を批判するために東方ユダヤ人の移住を利用したかを明らかにしている。ヴァイマル共和政の250人の大臣のうち、ユダヤ人だったのは4人だけであった。
| 「 | それゆえ今日では、「過剰支配（Übermächtigung）」や「過剰外国化」という言葉が、価値中立的に事実を記述をするための概念として使われているだけなのか、それともむしろ扇動的なもの、つまりユダヤ問題に不快感を持ち込もうとするものであるのかどうかは、議論されるべきである。これらの概念によって生じたのは、ナチスのもとに結束した反ユダヤ主義たちが、自分たちの「劣勢」を強者の姿勢へと変換させたことだった。彼らはユダヤ人が「超人（Übermenschen）」であると思い込んでいたが、今度は「下等な人間（Untermenschen）」と思い込むようになったのだ。さらにドイツ・キリスト者も、そのような考えに連なっていった。 | 」 |

1925年、ドイツ学術会議は全会一致で次のような提案を採択した。
| 「 | ドイツの大学は、ユダヤ人の教師と生徒によって過剰外国化することを阻止するべきである。ユダヤ系の教師をこれ以上採用するべきではない。ユダヤ系の学生には入学制限が加えられるべきである。 | 」 |

#### ナチス時代
ナチスは、最初からユダヤ人や外国人による過剰外国化を防ぐことを主要目標としていた。1920年の25カ条綱領は、ユダヤ人を「ドイツ人共同体」から除外していた。このプログラムは、全ての非ドイツ人に対する外国人法の制定、供給危機が生じた際の全外国人の追放、無国籍者をあらゆる州の役所から解雇することを党の目的にするものであった。1914年8月2日まで遡って、第一次世界大戦中に募集された「非ドイツ人」の移民の労働力は全て追放されるべきとした。
世界恐慌が起こっているあいだ、党指導部が反ユダヤ主義のプロパガンダを指示することはなくなったものの、依然として過剰外国化というレトリックは、反資本主義という意味とより強く結びついたまま続いていた。

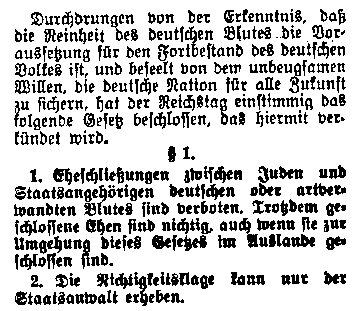
1935年ニュルンベルク法における「血統保護法」の序文と第1条

ナチスの権力掌握後すぐに政権は、ユダヤ人を職業、学術、芸術、文化などの社会生活から追放し始めた。ヨーゼフ・ゲッベルスは1933年に「ユダヤ人によるドイツ人の精神生活の過剰外国化」について演説している。過剰外国化とは、「異質な血」が例外なく混ざり合い、「ドイツ民族に非ドイツ人や異民族が極めて強く浸透する」ことであるとプロパガンダされた。1935年のニュルンベルク法は、非ユダヤ人系とユダヤ系ドイツ人のアパルトヘイト政策を決定するものであった。
ナチスのプロパガンダは、ユダヤ人をボリシェビズム、資本主義、デカダンスと同一視した。芸術、音楽、建築などでの「過剰外国化」は、「退廃」と同義となった（詳細は退廃芸術または退廃音楽を参照）。1939年に戦争が始まると、捕虜や強制労働者との接触をタブー化するために、国家社会主義者はポーランド人やスウェーデン人などの非ユダヤ系外国人にも焦点を定め、「血統の過剰外国化」について話すようになった。

#### ドイツ連邦共和国
戦後、ナチス時代の非人間的なイデオロギーからの離反と、東ドイツから西ドイツへの数百万の難民受け入れという状況のなかで、過剰外国化という概念はさして重要ではなくなっていた。民族主義的イデオロギーとの対立は、まず1960年代の学生運動から起こった。
1964年に結成されたドイツ国家民主党（NPD）は、例えば「ドイツの仕事はドイツ人だけに」（1965）という外国人敵視のもとで、外国人労働者を拒絶し、過剰外国化の概念を再び政治的な議論に持ち込んだ。NPDは殆ど相手にされなかったが、1980年、「外国人ストップ」という市民動議を行うと、ドイツ全土で有名になった。
大学教員もそのような要求を掲げるようになった。1981年6月17日、極右グループおよびドイツ人保護連盟（Schutzbund für das Deutsche Volk）の報告者であったヘルムート・シュレッケと、テオドール・シュミット＝カーラーは、15人の教授が署名したハイデルベルク・マニフェストを公表した。
| 「 | 数百万の外国人が流入することでドイツ民族のなかに異民族が侵入し、我々の言語や文化、民族性が過剰外国化することについて、我々は極めて憂慮しながら注視している。……民族とは（生物学的にもサイバネティックス上でも）生きたシステムであり、遺伝や伝統によって伝わっていく相互に連関した様々なシステムの諸特性によって、高い次元の秩序を保持している。我々の民族を維持するためには、非ドイツ系外国人のドイツへと統合することなどできない。そのようにすれば、周知のとおり、多文化社会という民族的な悲劇を引き起こす。自分たちの住む場所で自分たちのアイデンティティや個性を保持することは、あらゆる民族に、もちろんドイツ人にも与えられた自然権である。他の民族を尊敬するために必要なのは、彼らを保護することであって、彼らと融合（「ゲルマン化」）することではない。 | 」 |

このマニフェストは多くの教授たちの抗議にあい、その民族主義的な考えが修正されることはなかったものの、すぐに撤回された。
「過剰外国化」というテーマは、今日ではヨーロッパの極右の基本的な考えであり、反ユダヤ主義と歴史修正主義と並んで、極右イデオロギーの基本的な柱となっている。多くの場合、理論的なベースとなっているのは、民族多元主義である。
1997年8月に、ドレスデンで、「過剰外国化からの正当防衛を呼びかける全ドイツ人の声明――ドイツ民族に対するジェノサイド」という25ページにわたる冊子を発行した。
| 「 | 我々、署名者全員は、全ての親独ドイツ人に呼びかける。政府が計画し、暴力的な方法で実行しているドイツ民族に対するジェノサイドには、正当防衛するべきである。 | 」 |

彼らによると、毎日「着々と、すべてのドイツ民族を意図的に異民族と取り替えようという洗脳が進んでいる」ということを知るべきである。「我々を抑圧し、抹消しようとしている大量の人々」の移住を可能にし、「ドイツ人を事実上、奴隷化する」ようになる。それゆえ難民外国人の法的権利要求は、「すぐに排除する」べきである。
| 「 | 難民の認定は、今すぐにでもドイツ民族だけの意志決定に委ねられるべきである。……古くなった外国人労働者（Gastarbeiter）の募集条約は、いま変えたほうがよい。すなわち、全ての外国人労働者とその親族は、祖国に去っていくべきだ。 | 」 |

さらにユダヤ人陰謀論という反ユダヤ主義的なステレオタイプもある。それによると、「ヘルムート・コールとドイツ・ユダヤ人中央評議会の会長ハインツ・ガリンスキとのあいだで結ばれた秘密条約」によって「過剰外国化政策」は頂点に達した（ドイツ系ロシア人）とユダヤ系ロシア人のドイツへの入国手続き簡略化を目指すドイツ連邦とロシアの条約）。
| 「 | 我々が極めて憂慮しているのは、もし我々が阻止しなければ、数百万のユダヤ人がドイツへと移住することになるだろうということだ。この条約は違法であり、非常識であり、非人間的だ。この条約は、ドイツに戦争を持ち込むに違いないし、ドイツを第二のパレスチナにするだろうということは、恐ろしいことだ。 | 」 |

このマニフェストに署名したのは、65人の有名な極右活動家であり、ザクセンNPD総統のウド・パステルスや、シュレッケ（Schröcke）も署名している。さらに極右組織のドイツ帝国民族同盟（VBDR）やヴィティコブントが、そのマニフェストをドイツ全土の学校や個人に発送した。1999年、連邦刑事局が民衆扇動罪の容疑で捜査を開始したが、捜査が進まず中断となった。難民保護協定（1993年）、二重国籍（1999年）、グリーンカード（2000年）などをめぐる政治的議論のなかで、キリスト教民主同盟（CDU）も一時的に「ボートはいっぱいだ」や「インド人より子供たちを（Kinder statt Inder）」（ユルゲン・リュットガース、2000年）というようなキャッチコピーをポスターに載せて広報した。CDU党員のハインリヒ・ルマーは1997年に次のように書いている。
| 「 | ドイツはドイツ人のものでなければならない。それを侵略だとか過剰外国化とか民族潜入と呼ぼうが、そんなことはどうでもいいことです。 | 」 |

オスカー・ラフォンテーヌは、政党WASGを立ち上げた2005年の選挙で、「人件費が安いからといって仕事を奪」ったりしないよう外国人労働者に警告した。外国人に対する不安をそのように利用したことで、競合する他政党や、メディア、支持者からさえ、批判された。
しかし経済学者も、現地人と移民とのあいだで社会的な火薬庫が存在しうるという意味での「過剰外国化」を懸念している。例えば、ドイツ経済研究所の所長であるクラウス・F・ツィマーマンは、高齢化社会が進む傾向にあることと過剰外国化とを2003年に関連づけて論じている。
| 「 | 人口が減少しているという問題を単に移民によって解決しようとするのなら、30年後には、社会的な機能不全をおそらく引き起こすであろう過剰外国化が生じるだろう。 | 」 |

ライプツィヒ大学の2004年の調査によると、東ドイツ人の37.7%が、西側と同様、「ドイツ連邦共和国にたくさんの外国人が入ってくることで、危機的に過剰外国化している」という言明に賛成した。

### オーストリア
オーストリアでは、1970年以降、極右勢力が再び「過剰外国化」や「民族転換（Umvolkung）」について言及するようになった。当初、彼らは外国人労働者だけを問題にしていたが、1989年の鉄のカーテン消滅、1995年のオーストリアEU加盟、2004年のEU拡大などが起こってから、東ヨーロッパからの「大量移民」を極めて問題視するようになった。特に、「イスラム化による脅威」は、過剰外国化が持つレトリックの確固たる構成要素になった。このことは、今日でも――1945年以前と同様に――オーストリア人が「ドイツ民族とドイツ文化共同体」の一部だと見なされるべきであることを強調している。「外人」と定義される外国人動労者やユダヤ人、難民申請者、移民などは、多数は民族である「ドイツのアイデンティティ」を危険にさらすであろう。

#### 国家民主党と極右
1967年、自由を求める学生の輪の議長でボルツァーノ自治県解放委員会の活動家だったノルベルト・ブルガーは、オーストリア国家民主党（NDP）を設立した。彼らは独墺合併だけでなく、オーストリアの「過剰外国化」と「生物学的民族潜入」から守るための外国人労働者の「本国送還」を主張し、「脱ナショナリズム化の進行」と「憂うべき犯罪である、ドイツ人の脱ドイツ化と非ドイツ人のドイツ化」を非難していた。
1974年、NDP全国大会は、「反外国人労働者―オーストリア国民請願」運動を組織することを決議したが、しかし実現することはなかった。支持者たちは、「外国人労働者は出てけ！」と書かれたビラを配った。ブルガーが1980年に連邦大統領の選挙に立候補したときのスローガンは、「過剰外国化反対――ドイツ人だけのオーストリアに」だった。
1982年、NDPは新たに、「過剰外国化と民族潜入からオーストリアを守る国民請願」を始めたが、再び失敗した。オーストリア憲法裁判所（VfGH）」は、1988年、NDPに1947年禁止法を適用し、オーストリア国家条約第9条（ナチス系組織の解体）に基づき、政党としての権利能力を剥奪、NDPは公的には解散となった。憲法裁判所は、NDPの綱領が「生物学的・人種差別的な民族概念」に基づいていると確定し、NPDの「大ドイツ主義的プロパガンダ」は、「その確信においてナチスの目的」に合致しているとした。
NDPの国民請願としては、ゲルト・ホンジクの新右翼運動（Aktion Neue Rechte）や「外国人ストップ運動」――「過剰外国化に対する国民運動」やたんに「国民運動」とだけ呼ばれることもある――もある。これらの運動は、1980年に禁止された「バーデンベルク戦友会（Kameradschaft Babenberg）」から生まれたもので、ホンジクと他の代表者たちは、「外国人流入反対」という候補者名簿で、1990年のオーストリア国政選挙に立候補しようとした。「子供の貧困と過剰外国化は、我々のアイデンティティを破壊する手錠である」とか「過剰外国化は民族虐殺だ！」といった主張があったため、選挙管理委員会は公認候補者名簿の受理を拒否した。
「外国人流入反対」が目指しているのは、選挙に異議を唱えることである。1991年憲法裁判所は、この不平を否定した。判決によると、「極めて重要なナチスの綱領と同一視していること、ナチスと似たプロパガンダのボキャブラリーを使って、ナチスに特有の政治的要求をしていること」が確認された。その考えは、「明らかに人種差別的な動機を示す言葉を頻繁に用いている」点に表れている。その具体例として、「過剰外国化政策」という言葉の使用が挙げられている。
ホンジクは、ドイツでは1990年に民衆扇動罪、1992年にホロコースト否認で有罪判決、オーストリアでは1992年にナチス活動参加で有罪判決を受けた。ホンジクの「国民運動」には、ゴットフリート・キュッセルも参加しており、彼は1993年にナチス活動参加で有罪判決となった。彼は、議会外愛国抗議運動を創設していた人物であり、「外国人の浸透に対する民主的闘争方法」や「オーストリア防衛闘争の転換期」というサブタイトルで雑誌『ハルト（Halt）』を出版していた。ここでも、外国人に対する人種差別的アジテーションと、オーストリアのドイツ併合要求、ホロコースト否認などが主要な関心となっていた。彼が非難したのは、政治が「オーストリアの国民」から、「人種的・民族的な純潔性」を維持するという権利を奪っているということだった。「我々の民族への潜入工作」によって、地元のオーストリア人は死の行進状態にある（『ハルト』1991年第53号）。1991年の記事のタイトルは、「汚染の競売――緑の党は、ユダヤ人の輸入を計画中！」だった

#### 自由党と未来同盟
オーストリア自由党（FPÖ）は、当時のナチスメンバー、旧ドイツ帝国領から追放されたドイツ人、帰郷者たちが設立した自由独立同盟に由来して1956年に結党された。イェルク・ハイダーが党首になり党内のリベラル勢力を排除した1986年からは、「過剰外国化」が頻繁に取り上げられるようになった。ハイダーが政治活動を始めるきっかけになったのは、彼が1966年にオーストリア体操連盟の弁論大会で、「我々オーストリア人はドイツ人なのか？」という演説をして優勝したことだった。
ヒルマー・カバスは1998年2月に、「ウィーンの外交政策――過剰外国化を止め、故郷を守る」についての議論をウィーン市議会に持ち込んだ。同年、ハイダーは、日刊新聞『ディー・プレッセ』のインタビューで次のように述べている。
| 「 | 国籍付与とEUの東部拡大によって過剰外国化の脅威がさらに差し迫っている。連邦政府は、これまでの選挙民では指示されないので、新しい選挙民を増やそうとしているのではないかと推測している | 」 |

1993年、オーストリア自由党は、オーストリア国民請願を申請し、移民流入の阻止、外国人の職場での身分証明書提示義務、クラスで外国を母国語とする児童の数を減少させることを要求した。
1999年のオーストリア国政選挙では、ウィーン選挙区の自由党員、特に自由党ウィーン州総裁のヒルマー・カバスと、ウィーンの最有力候補であるヘルベルト・シャイプナーは、次のようなスローガンを掲げた。「我々は過剰外国化の阻止を必ず実現します――オーストリアを第一に！」。このキャンペーンは、他党だけでなく、教会、メディアや論壇からも、ナチスの言葉使いを復活させて、外国人嫌悪の傾向を煽っていると極めて強く批判された。ヨーロッパ人種差別・外国人敵視監視室は、次の点を確認している。
| 「 | 1999年のオーストリアの選挙では、「主要」メディアのいくつかが、オーストリア自由党の選挙広告を掲載し、「過剰外国化」という言葉を一般に広めた。 | 」 |

2005年にイェルク・ハイダーの指導によって自由党から分裂したオーストリア未来同盟にとっても、2006年のオーストリア国政選挙では「外交政策と移民政策」が主要な政策課題であった。当時党総裁だったペーター・ヴェステンターラーは、「100万人もの外国人は多すぎる」とし、「移民流入阻止、3年以内に外国人の3割減少」を掲げた。その際に彼は、1993年の国民請願である「オーストリアを第一に！」にも言及した。
「過剰外国化」に対する闘争は、オーストリア自由党、その下部組織、各代表者がもつ政策綱領の基本要素である。自由党の青年部であるオーストリア自由青年の輪は、「過剰外国化阻止」に重点を置いている。
「グーデヌスは、制度的な民族転換の終焉を要求」というタイトルのもとで、オーストリア自由青年の輪の全国総裁であるヨハン・グーデヌスは、2004年の記事のなかで組織の理想像に言及しながら、オーストリア政府が「規則的に移住を進めることは、驚くべき反オーストリア的な要求」であり、「オーストリア人の面目を潰している」とした。「ザルツブルク自由学術協会」の論文によると、「外交政策、外国人・滞在・移民政策の目的は、……移民との多文化主義的な擬似統合などではなく、実際にはオーストリアの労働力需要を満たすためだ」。外国人に対する厳しい態度だけが「我が国の過剰外国化」を防ぐことができるだろうと彼らは主張している。
ハインツ=クリスティアン・シュトラーヒェは、すでオーストリア自由青年の輪の幹部だったころに、「ウィーンの生徒たちは、過剰外国化に苦しんでいる」（2004年11月27日）と主張していた。2006年5月6日のウィーン州議会で、自由党総裁になっていたシュトラーヒェは、新たに「過剰外国化」と「民族転換」について発言した。歴史上、これまで二度も「ウィーン包囲を撃退した」ので、「戦闘服を着ること」を要求した。オーストリア人は、「我々の先祖が理由なく戦っていたわけではない」ことを思いだすべきあるという。

### スイス

#### 1945年まで
スイスでは、古くから外国人の割合は高い。1920年までその数は全人口の15%にまで達していたが、国籍を得るのは難しかった。
1900年頃になって、過剰外国化の危険を主張する政治勢力が出現したが、彼らはドイツの覇権主義的な行動に対しても否定していた。第一次世界大戦で、それまでリベラルだった外国人政策は、厳格なものになった。1914年、スイス連邦外務省は不法移民への対抗措置を取り、1917年には外事警察（Fremdenpolizei）が創設された。」
1920年代からは、過剰外国化の概念は、行政でも使われるようになった。
| 「 | 承認申請の判定する際には、精神的な利害と経済的な利害、すなわち過剰外国化の度合いと労働市場の状況とが考慮されなければならない。 | 」 |

過剰外国化の定義は決して正確に定義されることはなかったが、外国人の数が第一次大戦後に深刻な状態になったときに、幅広い支持を得ることができた。1930年代の恐慌時に、過剰外国化をめぐる議論は全盛になり、スイス連邦政府にも及ぶことになった。精神的国土防衛は、ナチズム、ファシズム、スターリニズムをも異質なものとして退けていた。
ドイツと同様に、特に東方ユダヤ人は規範を満たさず、統合はほとんど不可能と考えられ、彼らの存在は、過剰外国化をもたらす危険を孕んでいると思われていた。1926年、外事警察は、国境付近のポーランド系・ガリツィア系ユダヤ人を追い返すという方針を出した。1938年、スイス政府なナチス・ドイツに圧力を加え、ドイツ系ユダヤ人がスイスへ出国し難くするよう、彼らのパスポートに特別スタンプを押させた。
1930年代以降、当局はユダヤ人については殆ど話さず、外国人全般についてしか話題にしなかった。J. Picardは、このことは、当時ドイツで起こっていたことのタブー化であり、つまり反ユダヤ主義者と思われないようにユダヤ人をスイスから遠ざけようとしていたことを隠蔽していた、と説明している。Picardはこのことを「反ユダヤ主義のスイス化」と呼び、Riederは「予防的反ユダヤ主義」と呼んだ。

#### 1945年以降
1950年代のスイスの経済発展は、外国人労働力を必要とした。経済の奇跡（戦後の急速な経済発展）が終わると、再び過剰外国化についての議論が増えるようになった。まず左翼と労働組合からその議論が出始め、その後にポピュリズム政党が立ち上がった。

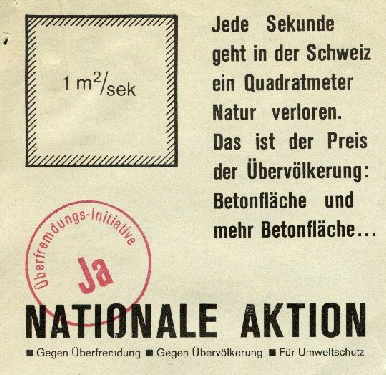
「国民行動」という観点からの過剰外国化と環境保護

1961年、「民族と郷土の過剰外国化に反対する国民行動」が外国人の割合を劇的に減少させることを目的として創設された。「過剰外国化」に対する国民請願は1970年代には選挙民の46%の支持を得た。1990年、スイス共和主義者と合同で、スイス民主党へと改称した・
1964年、ある州立研究委員会は、スイスの研究状況は、著しく過剰外国化の危険にさらされている状態にあるということを記録した。
1964年、ある州立研究委員会は、スイスは極めて危険な過剰外国化の段階にあると主張した。外国人に批判的・嫌悪的な人々は、すでに過剰外国化は完成したものになった見ており、ますます外国人排除を強く要求した。1960年代終わりには、国民請願と議論によって、過剰外国化は国民的な政治テーマとなった。1970年、有名なジェームズ・シュヴァルツェンバッハの請願が成功し、1971年、国民行動は国政選挙で躍進した。
過剰外国化の請願が出るたびに高い支持を獲得したが、しかしその全ては拒否された。1930年～40年代の「精神的国土防衛」についての議論はさらに続き、統合をめぐる問題に変わった。スイス人気質や歴史的神話、国家の神話についても語られるようになった。民族性は、国家の独立性と民主主義の重要な基盤になるとされた。さらに異文化集団の同化は、一般的には成功しないとする民族多元主義的な思想も現れてきた。1982年、国民運動は、新しい外国人法についての国民投票で勝利し、以降、国籍を取得した外国人との戦いと難民政策の分野における投票を狙った。
1980年代になっても、過剰外国化というスローガンは無くならなかったが、その軸は、外国人政策から難民政策へと移っていった。経済危機は、真性難民と偽難民、経済難民と政治難民という新しい区別をもたらした。過剰外国化の議論は、4つの具体的な次元へと広がった。(1)人口学的な意味での移民と重層化、(2)生態系への負荷、(3)社会的な価値の喪失、(4)政治的な独立性の喪失。
不安を掻きたてたのは、無計画な移民流入で人口の重層化が起こること、スイス人が消滅するという危険性があるということだった。このことは環境問題や生存圏の問題とも密接に結びついていた。さらには、価値観の喪失も、過剰外国化が原因だと考えられるようになり、ポピュリズムの集団は、EUや国連への加盟、グローバル化などによって国家の独立性は失われるだろうと予言した。このような考えの代表者の一人である精神科医のJean-Jacques Heggは、『生命倫理』という本で、優生学的、反グローバリズム的、エコロジー的な考え方を展開した。

### フランス
国民戦線のジャン＝マリー・ル・ペンは、移民がフランスの文化と生活水準の脅威になるとみなした。国民戦線の政治的要求は、移民流入を最小限に食い止めること、移民をフランスで生んだ子供も含めて本国に送還すること、フランス人のあらゆる分野での優遇（仏: préférence nationale）、移民の市民権を厳格に規制することである。これらの要求は、人種差別的なものも含んでいる。特に国民戦線は、かつてフランスの植民地だった北アフリカからきたイスラム教徒に敵対している。
ブリジット・バルドーも1998年に極右月刊誌『民族とヨーロッパ』で、「自国では自分が異質な人間だと感じる」と不満を述べ 、1996年にフィガロ紙で次のように述べた。
| 「 | フランス、祖国であり、私の大地、忠誠の義務を誓わないまま、政府の祝福によって、外国人、とくにイスラム人が増えて、侵されている、それが私たちの国です。 | 」 |

### EU
EUの拡大について、いくつかの加盟国で論争が起こった。特にトルコの加盟が持ち上がると多方面にわたって反対が起こったが、それは経済的な理由からだけではなく、伝統的なキリスト教的ヨーロッパがイスラム化することによって「過剰外国化」が進むということに対する懸念からも反対が起こった。
2004年、元ドイツ首相ヘルムート・シュミットは、ヨーロッパの「アイデンティティ」が自由貿易圏であるということを越えることなく、EU憲法を妨害するために過剰外国化の不安を煽るデマが飛び交うだろうと指摘した。
極右政党や極右集団は、この懸念をヨーロッパ全土に広めている。彼らは1960年代以降、トルコ系の外国人労働者を「危険トルコ人」と呼んでおり、例えば最近では「ヴァッテンシャイト自由レジスタンス」というネオナチグループが、「過剰外国化」という表題で、「移民の受け入れよりも本国送還」を要求し、次のように主張している。
| 「 | すでに数百万のトルコ系労働者が、危機的な状況で動揺している我が国にとっての火薬となっている。……トルコではいまのところ、6,600万人の人々が生活しており、……そのうちの99%がイスラム教だ。高い出生率によって、人口増加が2013年には9,000万人に達する。人口政策的に見れば、トルコは年老いた縮小傾向にあるヨーロッパ民族の脅威である。 | 」 |

ヨーロッパの拡大はどこに向かって進んでいくのか、どのような共通の価値を――経済構造や法的制度を越えて――設定したらよいのか、ということの不安がヨーロッパ諸国の住民たちのあいだに広まっている。アンドレア・K・リーマーは、次のように主張している。
| 「 | 否定すべきでないのは、過剰外国化に対する不安は、国家の隠れた利害のために利用されるということだ。イスラム主義は、見せかけの議論であり、すでにEUには1,500万人のイスラム教徒が住んでいるという事実のもつ規範的な力（die normative Kraft des Faktischen）によって、簡単に覆されてしまうであろう。とはいえ、（決して軽視できない数のイスラム教徒が住んでいる）バルカン諸国にEUが大規模な財政支援をするというのは、トルコに対するためらいがちな態度とは全く矛盾している。 | 」 |

### アメリカ合衆国
アメリカ合衆国では、1840年ごろに、多数の移民流入に反応するかたちでネイティビズムが発展した。その支持者たちは、アメリカで生まれた白人を移民よりも優遇されるべきだと主張した。このような伝統のなかで、サミュエル・P・ハンティントンは、2004年に本を出版し、多数派である白人・プロテスタント系住民がラテン系移民ラティーノ（いわゆるWetback）、黒人、アジア人の増加によって脅かされていると主張した。

## 学術的議論
「過剰外国化」という概念が政治や学術のあいだに登場した歴史的背景と、その概念の使用目的と方法には、戦間期の民族運動から、ナチス運動、そして今日に至るまで連続性が見られる。ナチスの犯罪によって信用は失ったが、この概念は形を変えて、今日でも使われている。
この歴史的な連続性についての研究は、学者とその言葉使いの歴史を手がかりにして1990年代に行われた。ドイツの学術史、および当該専門分野の自己批判という意味もあった。フランク・ルットガー・ハウスマンは、1999年に『第二次世界大戦におけるドイツの人文科学――「リッターブッシュ運動」（1940-1945）』という本を出版し、ナチスの民族性についての研究と、それが持つイデオロギー的な要素、学術的な研究との結びつきを分析した。それによると、学際的な「共同研究」が政治的なイデオロギーと結びついており、さらに民族主義的研究者が戦後も西ドイツの科学に大きな影響を持ち、彼らが自分たちの研究をナチスから分離しようとした。
過剰外国化を主張する代表者は学術的な裏付けとして、オーストリアの行動生態学者であるコンラート・ローレンツとその弟子イレネウス・アイブル＝アイベスフェルトを引用する。アイブル・アイベスフェルトは、生態的に条件づけられ、進化的に発生した、人間に固有の「異質なものへの不安（Fremdenscheu）」（この概念は、彼がゼノフォビアと同じ意味で作った言葉である）を出発点にしている。この不安によって、諸集団がそれぞれ内外を分けるようになるのである。逆に言えば、「グループの成員を束ねる親密さは、……個人的に顔見知りであるということだけに基づいているのではなく、実際には多かれ少なかれ全員が同じような基準で行動し、それによって相互に理解できるようになるということにも基づいている」。彼が1999年に出版した『短絡的思考の落とし穴』では、彼は「文化的・人類学的に見て馴染みのない人々から移民を制限」するように推奨することで、直接、政治的な帰結を引き出した。

## 外部サイト
ドイツでの政治的な使用
- Wolfgang Benz: Überfremdung. In: Argumente gegen rechtsextreme Vorurteile, Informationen zur politischen Bildung aktuell 2001, Bundeszentrale für politische Bildung
- Rechtsextremismus: Bedrohungsvisionen gegenüber Überfremdung. 15. März 2005. Aus: Klaus J. Bade, Jochen Oltmer: Normalfall Migration. ZeitBilder, Band 15b, Bonn 2004, Bundeszentrale für politische Bildung
- Hans-Gerd Jaschke: Antisemitische und fremdenfeindliche Programmatik rechtsextremer Organisationen im politischen und gesellschaftlichen Zusammenhang

オーストリア
- FPÖ gegen „Überfremdung“ oder: Wie Nazi-Diktion salonfähig wird. Dokumentationsarchiv des österreichischen Widerstandes, September 1999

スイス
- Überfremdung im Historisches Lexikon der Schweiz
- Beatrice Sandberg: Max Frisch: Überfremdung I (PDF; 10 kB)

言語批判
- Gisela Zifonun: Überfremdung des Deutschen: Panikmache oder echte Gefahr? (Institut für Deutsche Sprache, 15. Mai 2002; pdf; 65 kB)
- Martin Dietzsch, Anton Maegerle: Gralshüter der deutschen Schrift und Sprache. DISS, Universität Düsseldorf, 10. Dezember 2002